# Пабло Вітті
Пабло Вітті (ісп. Pablo Vitti, нар. 9 липня 1985, Росаріо) — аргентинський футболіст, півзахисник та нападник клубу «Олл Бойз».

## Клубна кар'єра
У дорослому футболі дебютував 2003 року виступами за команду клубу «Росаріо Сентраль», в якій провів три сезони, взявши участь у 74 матчах чемпіонату. Більшість часу, проведеного у складі «Росаріо Сентраль», був основним гравцем команди.
Своєю грою за цю команду привернув увагу представників тренерського штабу клубу «Банфілд», до складу якого приєднався 2006 року. Відіграв за команду з околиці Банфілда наступні два сезони своєї ігрової кар'єри.
2008 року став гравцем «Індепендьєнте» (Авельянеда), однак за основну команду Вітті провів всього два матчі, а потім двічі був в оренді — 2008 року грав на правах оренди за «Чорноморець» (Одеса), а у сезоні 2009 року грав на правах оренди за канадський «Торонто» у MLS, а також став чемпіоном Канади 2009 року.
Згодом грав у складі перуанських клубів «Універсідад Сан-Мартін» та «Універсітаріо де Депортес». З останнього із цих клубів він віддавався в оренду, спочатку в мексиканське «Керетаро», а потім в еквадорське ЛДУ Кіто
2013 року повернувся на батьківщину, ставши гравцем «Тігре», де провів два сезони.
До складу клубу «Сан-Мартін» (Сан-Хуан) приєднався на початку 2015 року. Протягом року встиг відіграти за команду із Сантьяго-де-Керетаро 14 матчів в національному чемпіонаті, після чого на початку 2016 року став гравцем клубу «Олл Бойз». Відтоді встиг відіграти за команду з Буенос-Айреса 3 матчі в національному чемпіонаті.

## Виступи за збірну
2005 року залучався до складу молодіжної збірної Аргентини, разом з якою став молодіжним чемпіоном світу 2005 року. Всього на молодіжному рівні зіграв у 3 офіційних матчах.

## Статистика виступів

### Статистика виступів за «Росаріо Сентраль»
| Сезон                        | Команда                      | Чемпіонат                    | Чемпіонат | Чемпіонат | Кубок Аргентини | Кубок Аргентини | Кубок Аргентини | Континентальні кубки | Континентальні кубки | Континентальні кубки | Інші змагання | Інші змагання | Інші змагання | Усього | Усього |
| Сезон                        | Команда                      | Ліга                         | Ігор      | Голів     | Ліга            | Ігор            | Голів           | Ліга                 | Ігор                 | Голів                | Ліга          | Ігор          | Голів         | Ігор   | Голів  |
| ---------------------------- | ---------------------------- | ---------------------------- | --------- | --------- | --------------- | --------------- | --------------- | -------------------- | -------------------- | -------------------- | ------------- | ------------- | ------------- | ------ | ------ |
| 2002-03                      | «Росаріо Сентраль»           | A                            | 8         | 2         | КА              | ?               | ?               | —                    | —                    | —                    | —             | —             | —             | 8*     | 2*     |
| 2003-04                      | «Росаріо Сентраль»           | A                            | 30        | 8         | КА              | ?               | ?               | —                    | —                    | —                    | —             | —             | —             | 30*    | 8*     |
| 2004-05                      | «Росаріо Сентраль»           | A                            | 30        | 3         | КА              | ?               | ?               | —                    | —                    | —                    | —             | —             | —             | 30*    | 3*     |
| 2005-06                      | «Росаріо Сентраль»           | A                            | 6         | 0         | КА              | ?               | ?               | —                    | —                    | —                    | —             | —             | —             | 6*     | 0*     |
| Усього за «Росаріо Сентраль» | Усього за «Росаріо Сентраль» | Усього за «Росаріо Сентраль» | 74        | 13        |                 | ?               | ?               |                      | —                    | —                    |               | —             | —             | 74*    | 13*    |

## Титули і досягнення
- Чемпіон світу серед молодіжних команд (1):

Аргентина U-20: 2005
- Чемпіон Перу (1):

«Універсідад Сан-Мартін»: 2010